# (35367) 1997 UW7
1997 UW7 (asteroide 35367) é um asteroide da cintura principal. Possui uma excentricidade de 0.22821600 e uma inclinação de 0.73743º.
Este asteroide foi descoberto no dia 28 de outubro de 1997 por Lenka Kotková em Ondřejov.